# عقاب سعفاء صغرى

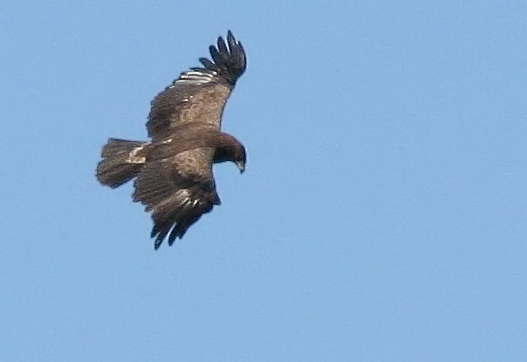

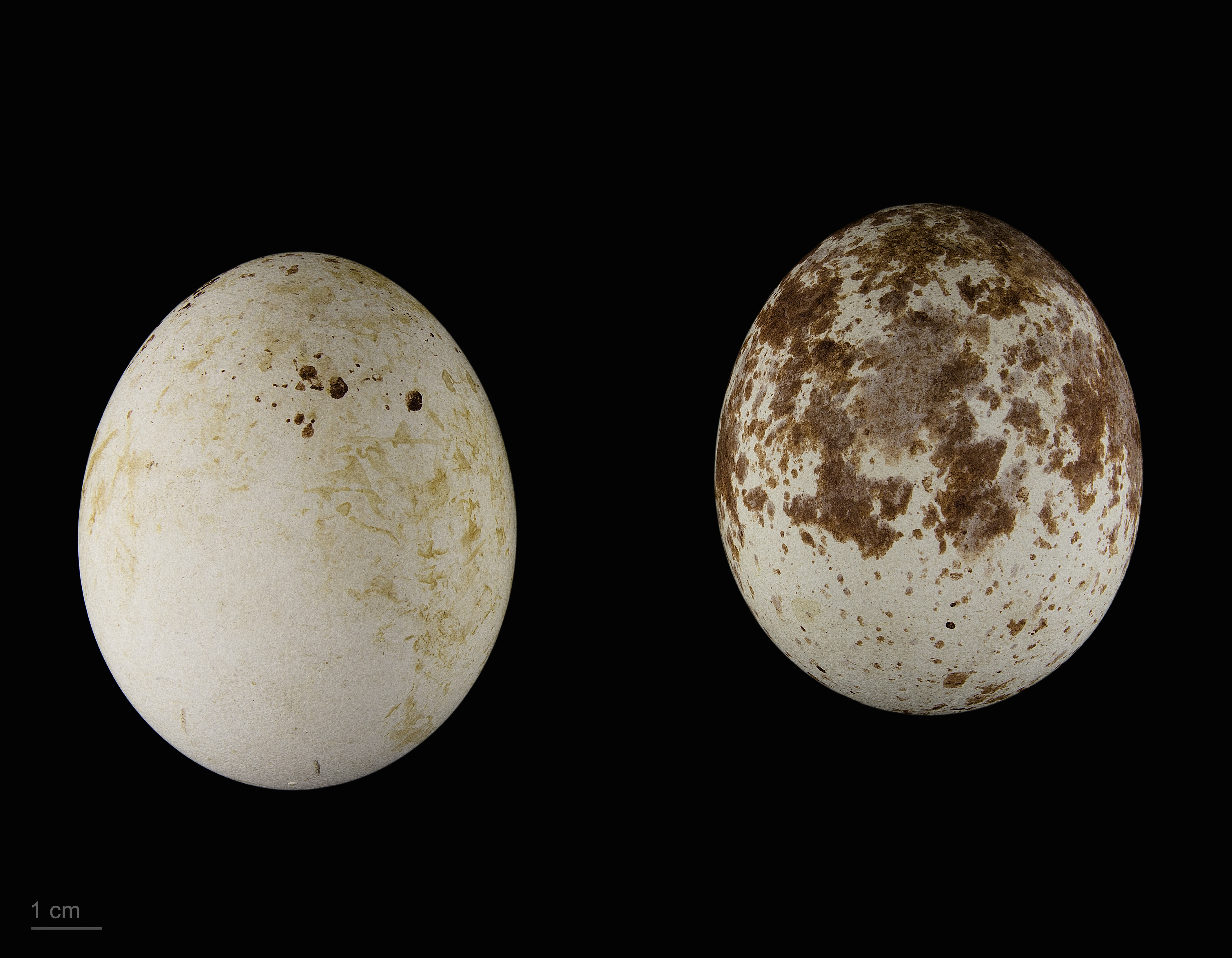
Clanga pomarina

عقاب سعفاء صغرى أو عقاب أرقط صغير أو عقاب أسفع صغير  (الاسم العلمي: Aquila pomarina) (بالإنجليزية: Lesser Spotted Eagle)، هو طائر جارح ينتمي إلى البازية (فصيلة: Accipitridae) .